# Jesberg
Jesberg ist eine Gemeinde im nordhessischen Schwalm-Eder-Kreis.

## Geografie

### Geografische Lage
Jesberg liegt im Tal des Schwalm-Zuflusses Gilsa am Südostrand des Naturparks Kellerwald-Edersee. Zum Gemeindegebiet gehört der Wüstegarten, der mit 675 m ü. NN höchste Berg des Kellerwalds und des Schwalm-Eder-Kreises. Südwestlich der Gemeinde befindet sich der Höhenzug Hemberg. Durch die Gemeinde führt die Bundesstraße 3 von Kassel nach Marburg.

Panoramablick über Jesberg vom Turm der Burg Jesberg. Im Hintergrund der Wüstegarten.

### Nachbargemeinden
Jesberg grenzt im Norden an Bad Zwesten, im Osten an die Gemeinde Neuental, im Süden an Schwalmstadt und die Gemeinde Gilserberg (alle im Schwalm-Eder-Kreis), sowie im Westen an die Gemeinde Haina (Landkreis Waldeck-Frankenberg).

### Gemeindegliederung
Die Gemeinde besteht aus den Ortsteilen:
- Jesberg, mit dem Gut Brünchenhain
- Densberg
- Hundshausen, mit dem Hofgut Richerode
- Elnrode-Strang
- Reptich, mit den Wickershöfen

## Geschichte

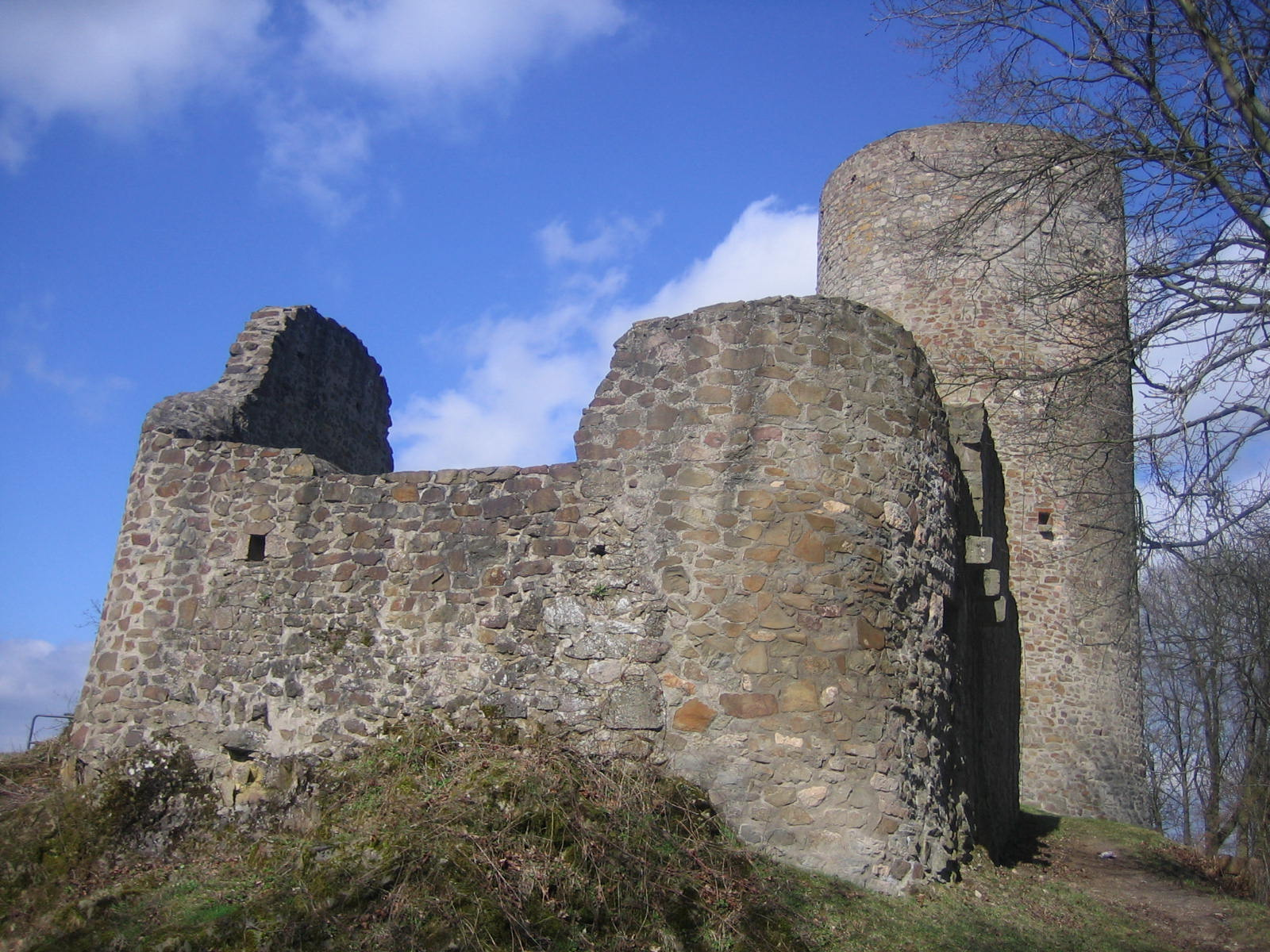
Ruine der Burg Jesberg

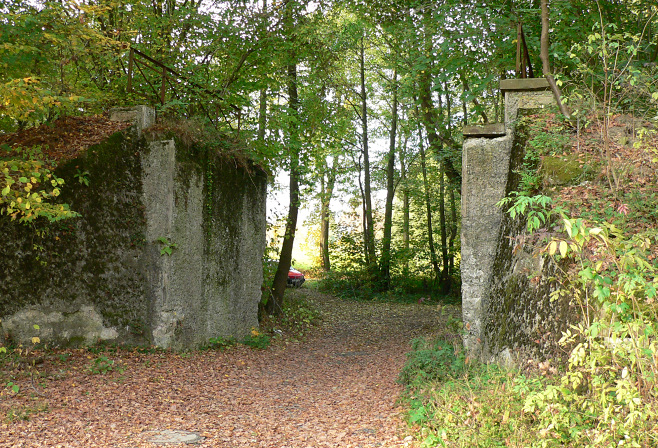
Reste einer Brücke der Kellerwaldbahn im Gilsatal zwischen Jesberg und Densberg

Die Anfang des 13. Jahrhunderts vom Adelsgeschlecht der Linsinger erbaute Burg Jesberg wurde 1241 von ihnen an das Erzbistum Mainz verkauft und als Mainzer Lehen zurückgenommen und war von da an – neben Naumburg, Fritzlar und dem Heiligenberg bei Felsberg – einer der Hauptstützpunkte in Nordhessen für die Mainzer Erzbischöfe in deren Auseinandersetzungen mit den Landgrafen von Hessen. Die Burg wurde 1426 umfangreich ausgebaut und verstärkt und diente den Truppen des Mainzer Erzbischofs Konrad III. von Dhaun unter Graf Gottfried von Leiningen, einem Neffen des Erzbischofs, nach ihrer schweren Niederlage vom 23. Juli 1427 auf der Großenengliser Platte bei Fritzlar als rettende Zuflucht. Sie wurde 1469 im Hessischen Bruderkrieg zwischen Hessen-Kassel und Hessen-Marburg von Kasseler Truppen erobert und teilweise zerstört, 1524 wieder aufgebaut und verfiel allmählich ab 1586, als Jesberg in der Folge des Merlauer Vertrags vom 8. September 1583 hessisch wurde und die Burg damit ihre militärische Bedeutung verloren hatte.
Das Barockschlösschen in Jesberg ließ Maximilian von Hessen, ein Sohn des Landgrafen Karl von Hessen-Kassel, in der ersten Hälfte des 18. Jahrhunderts im Treisbachgrund bauen. Er hatte von seinem Vater im Jahre 1723 die Herrschaft Jesberg, einschließlich des Hofguts Richerode und des Dorfs Hundshausen, zugewiesen bekommen, nachdem die Jesberger Linie der Herren von Linsingen im Jahre 1721 mit Ludwig Eitel im Mannesstamm ausgestorben waren und die Herrschaft Jesberg somit an den Landgrafen heimgefallen war. Zwischen 1723 und 1753 entstand zudem, auf Wunsch von Maximilians vier das Säuglingsalter überlebenden Töchtern, der Prinzessingarten südöstlich von Jesberg im heutigen Staatsforst Jesberg.
Während der Zeit des Napoleonischen Königreichs Westphalen (1807–1813) war Jesberg Hauptort des Kantons Jesberg und Sitz des Friedensgerichts.
Jesberg hatte einen Bahnhof an der am 2. Oktober 1911 in Betrieb genommenen Bahnstrecke Zimmersrode–Gemünden (Wohra), der „Kellerwaldbahn“. Am 28. Mai 1972 wurden der Personenverkehr auf der Gesamtstrecke und der Güterverkehr auf dem Abschnitt zwischen Zimmersrode und Gilserberg eingestellt.
Der vermutlich älteste Ort im Gemeindegebiet ist Hundshausen, dessen erste urkundliche Erwähnung aus dem Jahr 969 datiert. Densberg wurde 1085 erstmals erwähnt, Elnrode 1343, Strang 1565 und Reptich 1580.
Eingemeindungen (Hessische Gebietsreform)
Im Zuge der Gebietsreform in Hessen schloss sich Reptich am 1. September 1968 der bis dahin nur aus dem Kernort Jesberg und dem gut zwei Kilometer nordwestlich gelegenen Gut Brünchenhain bestehenden Gemeinde Jesberg an. Am 31. Dezember 1971 folgte die vorher eigenständige Gemeinde Elnrode-Strang, und am 1. Januar 1974 erhielt die Gemeinde Jesberg kraft Landesgesetz durch die Eingemeindung von Densberg und Hundshausen ihre heutige Form. Für alle durch die Gebietsreform eingegliederten Ortsteile sowie die Kerngemeinde wurde je ein Ortsbezirk mit Ortsbeirat und Ortsvorsteher eingerichtet.

## Bevölkerung
Einwohnerstruktur 2011
Nach den Erhebungen des Zensus 2011 lebten am Stichtag, dem 9. Mai 2011, in Jesberg 2478 Einwohner. Nach dem Lebensalter waren 357 Einwohner unter 18 Jahren, 952 zwischen 18 und 49, 546 zwischen 50 und 64 und 624 Einwohner waren älter. Unter den Einwohnern waren 23 (0,9 %) Ausländer, von denen 14 aus dem EU-Ausland, 8 aus anderen europäischen Ländern und 3 aus anderen Staaten kamen.
Die Einwohner lebten in 1051 Haushalten. Davon waren 260 Singlehaushalte, 286 Paare ohne Kinder und 390 Paare mit Kindern, sowie 101 Alleinerziehende und 11 Wohngemeinschaften. In 197 Haushalten lebten ausschließlich Senioren und in 638 Haushaltungen lebten keine Senioren.
Einwohnerentwicklung
| Quelle: Historisches Ortslexikon | |
| • 1575/85:                       | 70 Hausgesesse                                                                                                   |
| • 1639:                          | 22 verheiratete, 7 verwitwete Hausgesesse                                                                        |
| • 1731:                          | 65 männliche, 71 weibliche Hausgesesse, 5 männliche, 9 weibliche Auszügler, 21 männliche, 35 weibliche Beisassen |
| • 1742:                          | 81 Häuser |
| • 1747:                          | 431 Einwohner |

| Jesberg: Einwohnerzahlen von 1834 bis 2020 | Jesberg: Einwohnerzahlen von 1834 bis 2020 | Jesberg: Einwohnerzahlen von 1834 bis 2020 | Jesberg: Einwohnerzahlen von 1834 bis 2020 | Jesberg: Einwohnerzahlen von 1834 bis 2020 |
| --- | ------------------------------------------ | ------------------------------------------ | ------------------------------------------ | ------------------------------------------ |
| Jahr |                                            |                                            |                                            | Einwohner                                  |
| 1834 | 1834                                       |                                            | 1.205                                      | 1.205                                      |
| 1840 | 1840                                       |                                            | 1.281                                      | 1.281                                      |
| 1846 | 1846                                       |                                            | 1.335                                      | 1.335                                      |
| 1852 | 1852                                       |                                            | 1.254                                      | 1.254                                      |
| 1858 | 1858                                       |                                            | 1.118                                      | 1.118                                      |
| 1864 | 1864                                       |                                            | 1.078                                      | 1.078                                      |
| 1871 | 1871                                       |                                            | 960                                        | 960                                        |
| 1875 | 1875                                       |                                            | 918                                        | 918                                        |
| 1885 | 1885                                       |                                            | 889                                        | 889                                        |
| 1895 | 1895                                       |                                            | 890                                        | 890                                        |
| 1905 | 1905                                       |                                            | 867                                        | 867                                        |
| 1910 | 1910                                       |                                            | 836                                        | 836                                        |
| 1925 | 1925                                       |                                            | 938                                        | 938                                        |
| 1939 | 1939                                       |                                            | 1.096                                      | 1.096                                      |
| 1946 | 1946                                       |                                            | 1.795                                      | 1.795                                      |
| 1950 | 1950                                       |                                            | 1.795                                      | 1.795                                      |
| 1956 | 1956                                       |                                            | 1.570                                      | 1.570                                      |
| 1961 | 1961                                       |                                            | 1.504                                      | 1.504                                      |
| 1967 | 1967                                       |                                            | 1.645                                      | 1.645                                      |
| 1980 | 1980                                       |                                            | ?                                          | ?                                          |
| 1990 | 1990                                       |                                            | ?                                          | ?                                          |
| 2000 | 2000                                       |                                            | ?                                          | ?                                          |
| 2010 | 2010                                       |                                            | 2.528                                      | 2.528                                      |
| 2011 | 2011                                       |                                            | 2.478                                      | 2.478                                      |
| 2015 | 2015                                       |                                            | 2.347                                      | 2.347                                      |
| 2020 | 2020                                       |                                            | 2.158                                      | 2.158                                      |
| Datenquelle: Historisches Gemeindeverzeichnis für Hessen: Die Bevölkerung der Gemeinden 1834 bis 1967. Wiesbaden: Hessisches Statistisches Landesamt, 1968. Weitere Quellen: LAGIS; Statistische Berichte, Zensus 2011 |                                            |                                            |                                            |                                            |

Historische Erwerbstätigkeit
| • 1782: | ein Metzger, ein Maurer, ein Schneider, ein Sattler, drei Schreiner, ein Tischler, drei Hufschmiede, zwei Schuhmacher, ein Bäcker, zwei Müller, zwei Wagner, vier Schäfer, sechs Handelsjuden, 12 Tagelöhner. |
| • 1961  | Erwerbspersonen: 162 Land- und Forstwirtschaft, 279 Produzierendes Gewerbe, 90 Handel und Verkehr, 101 Dienstleistungen und Sonstiges                                                                         |

## Religion

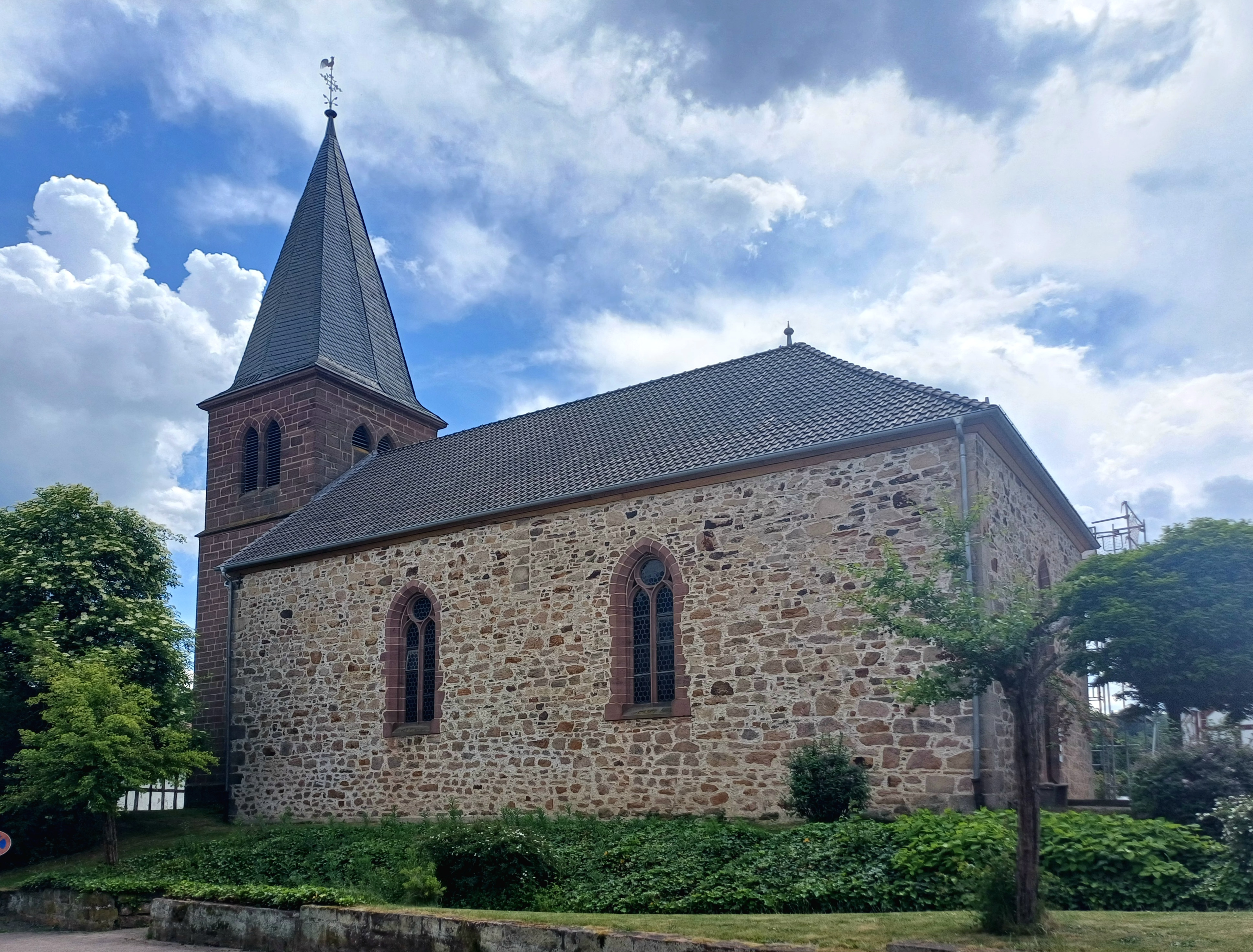
Evangelische Kirche in Jesberg

Die Mehrheit der Bewohner der Gemeinde gehört der evangelischen Kirche an. Zur Kirchengemeinde Jesberg gehören neben dem Kernort die Ortsteile Densberg, Hundshausen und Elnrode-Strang sowie Schönstein, politisch Ortsteil von Gilserberg. Reptich gehört zum Kirchspiel Niederurff.
Nach dem Zweiten Weltkrieg gründete sich in Jesberg eine katholische Kirchengemeinde, deren Mitglieder vorwiegend als Flüchtlinge zugezogen waren. Sie nutzte zunächst einen Raum im Schloss Jesberg für ihre Gottesdienste, bis 1967 eine eigene Kirche eingeweiht wurde. Heute wird die katholische Gemeinde Jesberg vom Pfarramt Neuental betreut.
Im Kernort Jesberg gab es vor dem Zweiten Weltkrieg eine jüdische Gemeinde, an die heute noch der 1904/05 außerhalb des Ortes am Rand des Hembergs angelegte jüdische Friedhof erinnert. Die ehemalige Synagoge in der Densberger Straße wird heute als Wohnhaus genutzt.
Historische Religionszugehörigkeit
| Quelle: Historisches Ortslexikon | |
| • 1861:                          | 1054 evangelisch-reformierte, 5 katholische, 55 jüdische Einwohner                                              |
| • 1885:                          | 740 evangelische (= 88,41 %), 10 katholische (= 1,19 %), 85 jüdische (= 10,16 %), 2 andere (= 0,24 %) Einwohner |
| • 1961:                          | 1275 evangelische (= 84,77 %), 197 katholische (= 13,10 %) Einwohner                                            |
| • 1987:                          | 2342 evangelische (= 85,23 %), 247 katholische (= 8,99 %), 159 sonstige (= 5,78 %) Einwohner                    |
| • 2011:                          | 1946 evangelische (= 78 53%), 194 katholische (= 7,83 %), 338 sonstige (= 13,46 %) Einwohner                    |

## Politik

### Gemeindevertretung
Die Kommunalwahl am 14. März 2021 lieferte folgendes Ergebnis, in Vergleich gesetzt zu früheren Kommunalwahlen:
| Gemeindevertretung – Kommunalwahlen 2021 | Gemeindevertretung – Kommunalwahlen 2021                                  |
| --- | ------------------------------------------------------------------------- |
| Stimmenanteil in %Wahlbeteiligung 63,5 % 6050403020100 46,9 (−7,5)31,3 (−5,5)11,9 (n. k.)9,9 (+1,1) SPDCDUBL WfJcGrüne20162021Anmerkungen:c Bürgerliste - Wir für Jesberg | SitzverteilungInsgesamt 15 Sitze - SPD: 7 - Grüne: 1 - BL WfJ: 2 - CDU: 5 |

| Parteien und Wählergemeinschaften | Parteien und Wählergemeinschaften           | % 2021 | Sitze 2021 | % 2016 | Sitze 2016 | % 2011 | Sitze 2011 | % 2006 | Sitze 2006 | % 2001 | Sitze 2001 |
| SPD                               | Sozialdemokratische Partei Deutschlands     | 46,9   | 7          | 54,4   | 8          | 52,8   | 8          | 55,0   | 8          | 51,4   | 8          |
| CDU                               | Christlich Demokratische Union Deutschlands | 31,3   | 5          | 36,8   | 6          | 29,1   | 4          | 32,7   | 5          | 34,4   | 5          |
| BL WfJ                            | Bürgerliste - Wir für Jesberg               | 11,9   | 2          | —      | —          | –      | –          | –      | –          | –      | –          |
| Grüne                             | Bündnis 90/Die Grünen                       | 9,9    | 1          | 8,8    | 1          | 11,1   | 2          | 5,7    | 1          | 4,3    | 1          |
| UWG-Jesberg                       | Unabhängige Wählergemeinschaft Jesberg      | –      | –          | —      | —          | 6,9    | 1          | 6,7    | 1          | 9,9    | 1          |
| Gesamt                            | Gesamt                                      | 100,0  | 15         | 100,0  | 15         | 100,0  | 15         | 100,0  | 15         | 100,0  | 15         |
| Wahlbeteiligung in %              | Wahlbeteiligung in %                        | 63,5   | 63,5       | 59,1   | 59,1       | 64,5   | 64,5       | 62,3   | 62,3       | 72,8   | 72,8       |

### Bürgermeister
Nach der hessischen Kommunalverfassung wird der Bürgermeister für eine sechsjährige Amtszeit gewählt, seit dem Jahr 1993 in einer Direktwahl, und ist Vorsitzender des Gemeindevorstands, dem in der Gemeinde Jesberg neben dem Bürgermeister ehrenamtlich ein Erster Beigeordneter und fünf weitere Beigeordnete angehören. Bürgermeister ist seit dem 1. Juli 2017 Heiko Manz (SPD). Er wurde als Nachfolger von Günter Schlemmer (SPD), der nach vier Amtszeiten nicht wieder kandidiert hatte, am 12. März 2017 im ersten Wahlgang bei 73,1 Prozent Wahlbeteiligung mit 75,5 Prozent der Stimmen gewählt. Es folgte eine Wiederwahl ohne Gegenkandidaten im März 2023.
Amtszeiten der Bürgermeister
- 2017–2029 Heiko Manz (SPD)[21]
- 1993–2017 Günter Schlemmer (SPD)[22]

### Ortsbeiräte
Für alle durch die Hessische Gebietsreform eingegliederten Ortsteile sowie für Jesberg besteht je ein Ortsbezirk  nach Maßgabe der §§ 81 und 82 HGO und des Kommunalwahlgesetzes in der jeweils gültigen Fassung. 
In jedem Ortsbezirk besteht der Ortsbeirat aus sieben Mitgliedern.
Der Ortsbeirat des Ortsbezirks wird im Rahmen der Kommunalwahlen gewählt und bestimmt aus seiner Mitte den/die Ortsvorsteher/in. Die Ortsbezirksgrenzen entsprechen den Gemarkungen der ehemaligen Gemeinden.
Bei den Kommunalwahlen in Hessen 2021 betrug die Wahlbeteiligung zum Ortsbeirat Jesberg 59,74 %. Alle Kandidaten gehörten der „Bürgerliste Jesberg“ an. Der Ortsbeirat wählte Sandra Kurzrock zur Ortsvorsteherin.

### Wappen und Flagge

Wappen
Banner

Blasonierung: „In Grün im oben offenen Kreis von sechs goldenen (gelben) Eichblättern mit fünf goldenen (gelben) Eicheln, einen mit einem roten kleinen Schild mit drei blauen Balken, diese belegt mit 3:3:1 silbernen (weißen) Linsen, belegten silbernen (weißen) Turm mit drei Zinnen.“
Das von Heinz Ritt entworfene Wappen wurde am 6. Mai 1977 vom Hessischen Innenministerium genehmigt. Der Turm symbolisiert die Burg Linsingen; der kleine Herzschild entstammt dem Wappen der Herren von Linsingen. Die Eichenblätter und Farben beziehen sich auf den Waldreichtum; die Eicheln stehen für die fünf Ortsteile.
Die Flagge wurde am 3. November 1988 durch das Hessische Innenministerium genehmigt.
„Die Flagge (Banner) der Gemeinde Jesberg zeigt auf der von Grün - Weiß - Grün - Gelb - Grün - Weiß - Grün (4,5:1:4,5:32:4,5:1:4,5) längsgeteilten Flaggenbahn auf der breiten gelben Mittelbahn in der oberen Hälfte das Gemeindewappen.“

### Partnerschaft
Jesberg unterhält seit 2002 eine offizielle Partnerschaft mit der polnischen Gemeinde Wysoka im Landkreis Piła.

## Kultur und Sehenswürdigkeiten

### Bauwerke

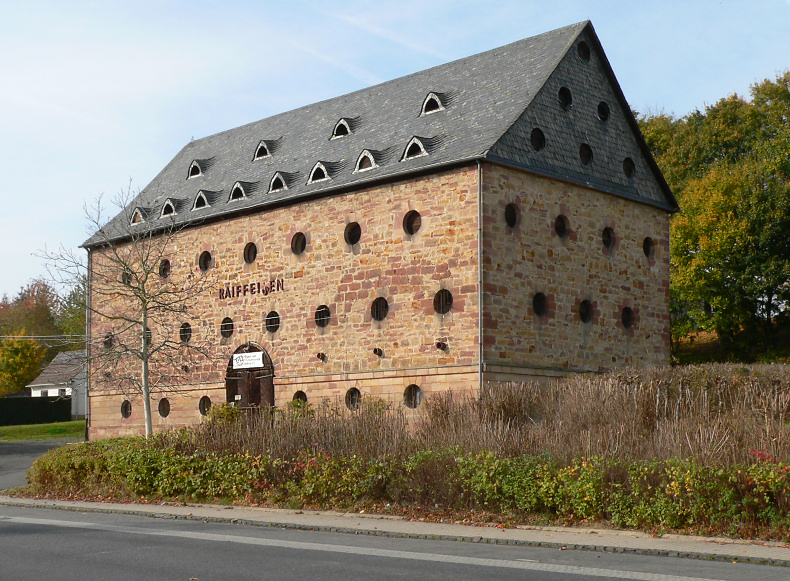
Ehemalige Zehntscheune an der Bundesstraße 3

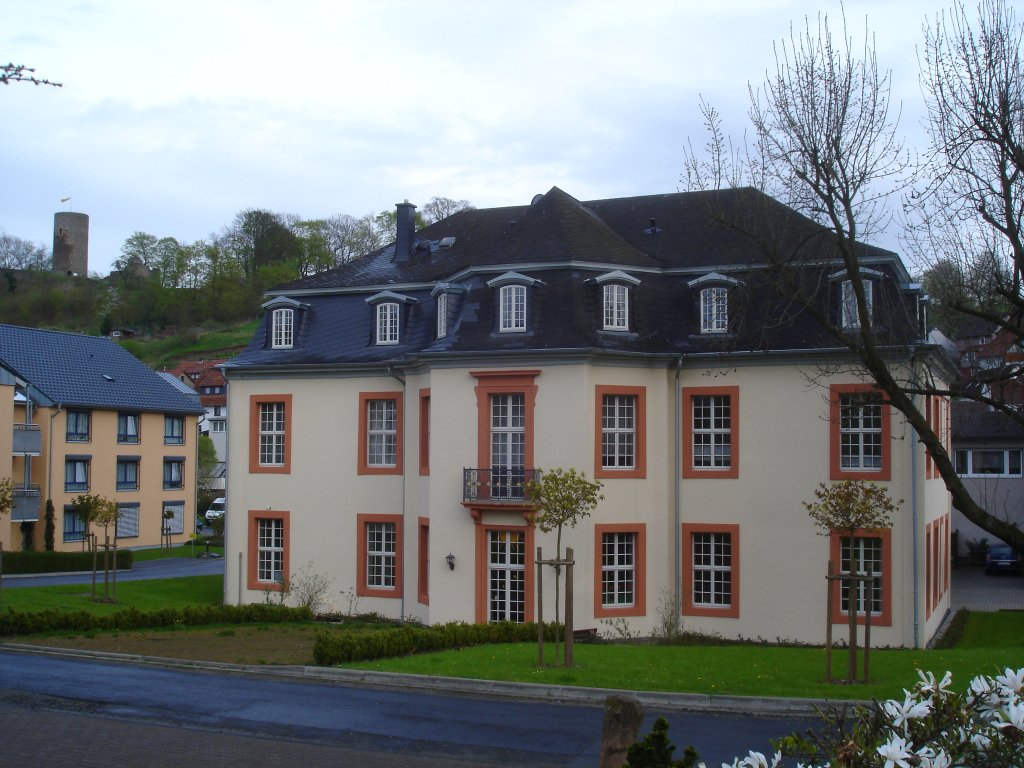
Schloss Jesberg; links im Hintergrund der Bergfried der Burg Jesberg

Sehenswert sind die Burg Jesberg mit begehbarem Bergfried sowie die Reste der Burg Densberg. Das Schloss Jesberg und der außerhalb des Ortes im Wald gelegene Prinzessingarten zeugen von Prinz Maximilian von Hessen, der im 18. Jahrhundert einen Großteil seines Lebens in Jesberg verbrachte. An der B 3 liegt eine historische Zehntscheune.

### Wandern im Naturpark
Jesberg liegt im Naturpark Kellerwald-Edersee, der von zahlreichen Wanderwegen durchzogen ist. Ein beliebtes Ziel ist der Wüstegarten mit dem 2003 errichteten 28 m hohen Kellerwaldturm etwa 3 km nördlich von Densberg. Durch das Gemeindegebiet führen unter anderem der Kellerwaldsteig und der Lulluspfad. Zwischen Jesberg und Densberg gibt es einen Waldlehrpfad, am Wüstegarten den Moorpfad.

### Vereinsleben
Das öffentliche Leben in der Gemeinde wird von Vereinen geprägt, die zahlreiche regelmäßige Veranstaltungen organisieren. In allen Ortsteilen gibt es Freiwillige Feuerwehren. Ein Köhlerverein hat das im Kellerwald traditionelle Köhlerhandwerk wiederbelebt und bietet öffentliche Vorführungen an. Die Laienspielgruppe Densberger Frühstücker führt jedes Jahr im Sommer ein Theaterstück auf einer Freilichtbühne im ehemaligen Burggraben Densberg auf. Der größte Sportverein ist der TSV Jesberg.

## Infrastruktur

### Freizeitzentrum
Das an der Gilsa neben dem Bürgerhaus gelegene Freizeitzentrum Jesberg bietet Gastronomie, einen Campingplatz, ein beheiztes Freibad, einen Sportplatz, drei Tennisplätze sowie weitere Sport- und Freizeitmöglichkeiten.

### Sonstige Einrichtungen
In Jesberg gibt es eine Grundschule, einen Kindergarten, ein Bürgerhaus und eine ehrenamtlich geführte Bücherei. Die Ortsteile Densberg, Elnrode, Hundshausen und Reptich verfügen über Dorfgemeinschaftshäuser. Daneben gibt es insgesamt fünf Kinderspielplätze, zwei Grillplätze mit Grillhütten und ein Wassertretbecken.

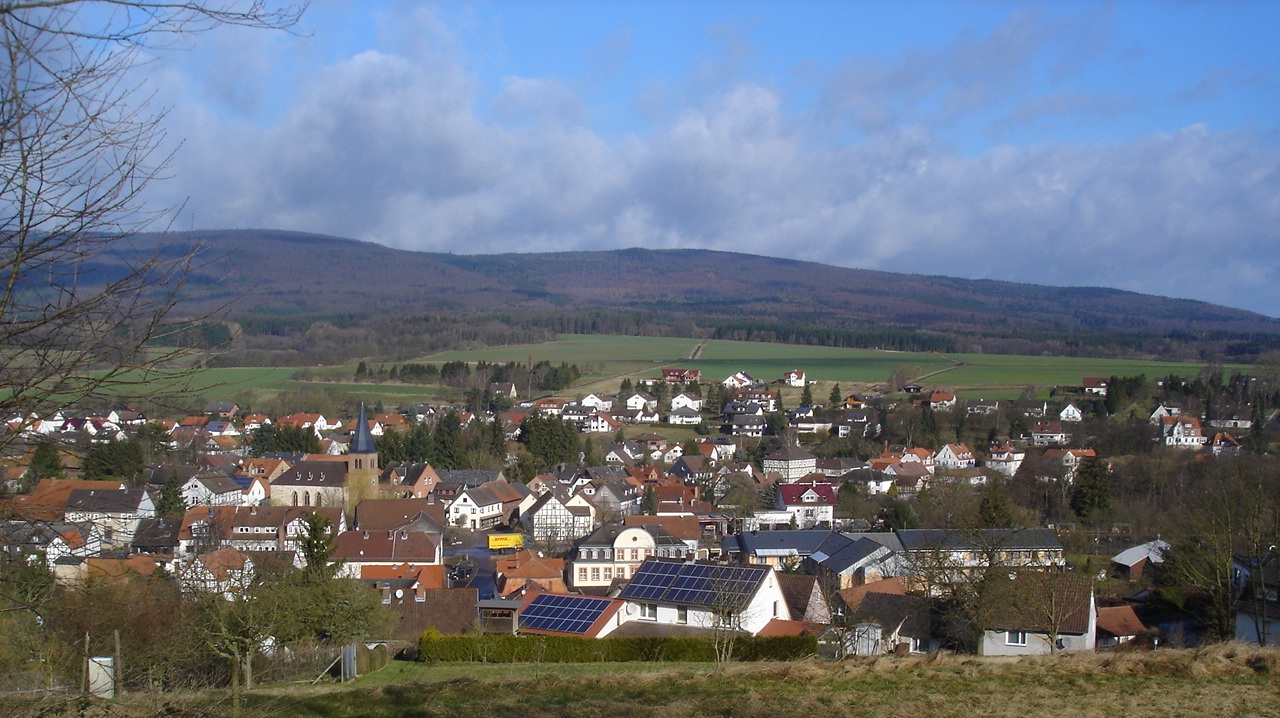
Blick auf Jesberg
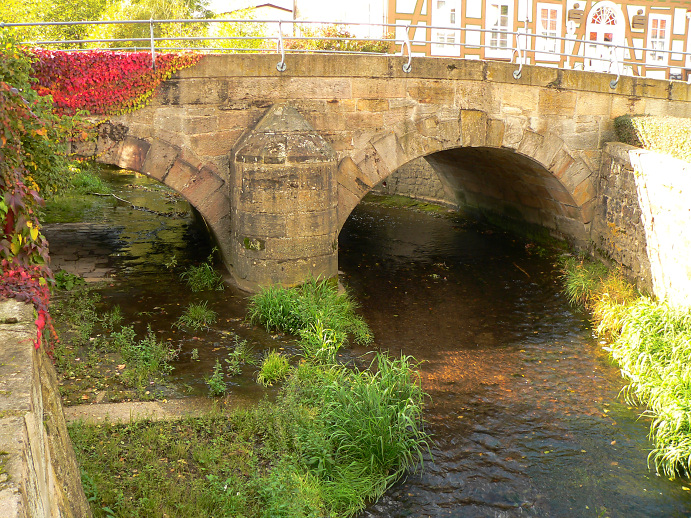
Alte Steinbrücke über die Gilsa in Jesberg
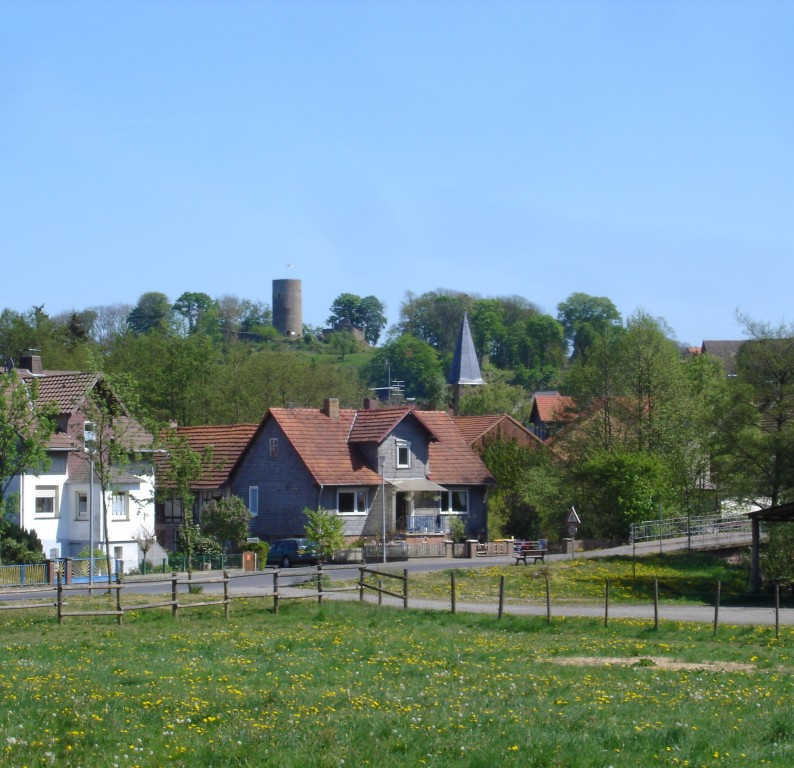
Burgberg Jesberg mit Bergfried
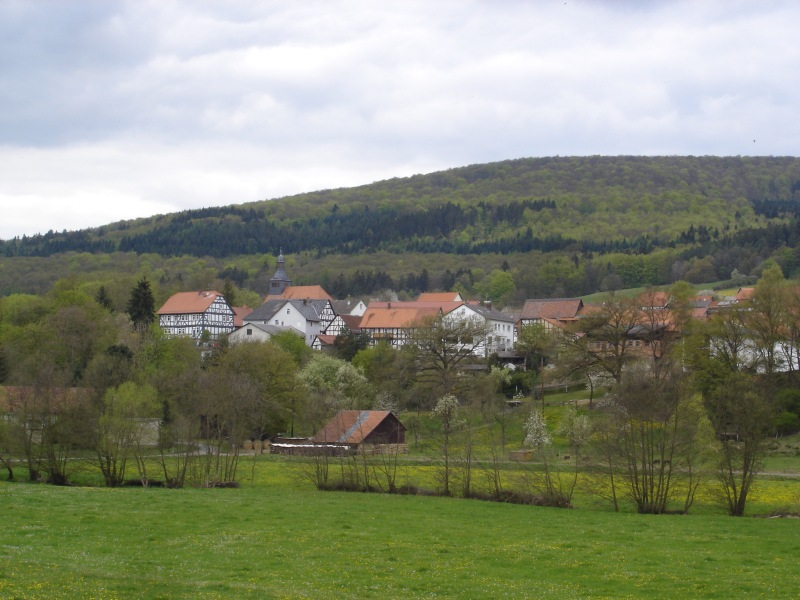
Blick auf Densberg
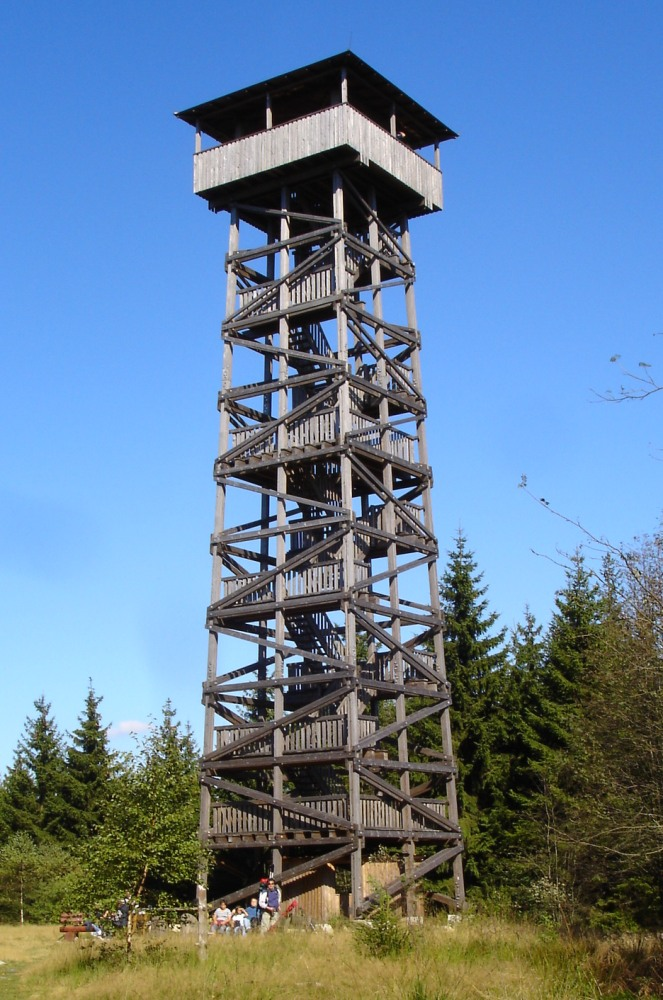
Kellerwaldturm auf dem Wüstegarten

## Persönlichkeiten
- Christoph Friedrich Wilhelm Ernst (1765–1855), Theologe, geboren in Jesberg
- Adam Sporleder (1772–1846), Landwirt, Mai 1809 bis August 1811 Maire (Bürgermeister) von Jesberg und Abgeordneter
- Friedrich Scheffer (1776–1834), deutscher Gastwirt, Ackermann, Branntweinbrenner und Abgeordneter
- Meier Appel (1851–1919), Rabbiner, Kanzelredner und Erzieher, geboren in Jesberg
- Hugo Brunner (1853–1922), Historiker, gestorben in Jesberg
- Siegfried Höxter (1906–1957), SPD-Mitglied, Widerstandskämpfer, Emigrant, US-amerikanischer Geheimdienstoffizier
- Heinz Körner (* 1944), Schriftsteller, geboren in Jesberg
- Dieter Jahn (* 1959), Biochemiker und Mikrobiologe